# Exploding Kittens (serie de televisión estadounidense)
Exploding Kittens es una serie de televisión animada para adultos basada en el juego de cartas del mismo nombre diseñado por Matthew Inman, de The Oatmeal en webcomic y Elan Lee. Fue producida por Chomp City, Bandera Entertainment, Jam Filled Entertainment y Chernin Entertainment, se estrenó en Netflix el 12 de julio de 2024, con las críticas mixtas. Cuenta con las voces de Tom Ellis, Sasheer Zamata, Ally Maki, Mark Proksch, Suzy Nakamura, entre otros, en el elenco de la serie animada.

## Sinopsis
En esta serie animada para adultos, Godcat y Devilcat son enviados a la Tierra en forma de gatos parlantes. Godcat, con la voz de Tom Ellis, debe reconectarse con la humanidad mientras navega por la vida como un gato doméstico. Viviendo con una familia disfuncional, intenta resolver sus problemas y se enfrenta a desafíos humorísticos, todo mientras se involucra en sus travesuras.
Netflix

## Reparto de voces
- Tom Ellis como Godcat/Dios
- Sasheer Zamata como Devilcat/Beelzebub
- Suzy Nakamura como Abbie Higgins
- Mark Proksch como Marv Higgins
- Ally Maki como Greta Higgins
- Kenny Yates como Travis Higgins
- Betsy Sodaro como Aidan
- Tom Kenny como Cherub Craig
- David Gborie como Cherub Aslandeus

### Voces adicionales
- Carlos Alazraqui
- Eric Bauza
- Nika Futterman
- Tom Kenny
- Matthew Inman
- Cree Summer
- Jill Talles
- Lucky Yates
- Gary Anthony Williams

## Episodios
| N.º en serie | N.º en temp. | Título                       | Dirigido por | Escrito por                      | Fecha de emisión original |
| ------------ | ------------ | ---------------------------- | ------------ | -------------------------------- | ------------------------- |
| 1            | 1            | «Pilot»                      | Eddie Rosas  | Matthew Inman & Shane Kosakowski | 12 de julio de 2024       |
| 2            | 2            | «Tartar Recall»              | Scott Bern   | Matthew Inman & Shane Kosakowski | 12 de julio de 2024       |
| 3            | 3            | «Shane & Chugger's»          | Eddie Rosas  | Caitie Delaney                   | 12 de julio de 2024       |
| 4            | 4            | «Emotions Are Hard»          | Traci Honda  | Noah Prestwich                   | 12 de julio de 2024       |
| 5            | 5            | «No Regrets»                 | Scott Bern   | Sierra Katow                     | 12 de julio de 2024       |
| 6            | 6            | «The Town with No Internet»  | Traci Honda  | Shawn Kenji Pearlman             | 12 de julio de 2024       |
| 7            | 7            | «SeaWorld Is Hell»           | Traci Honda  | Shane Kosakowski                 | 12 de julio de 2024       |
| 8            | 8            | «Let the Games Begin»        | Traci Honda  | Matthew Inman & Shane Kosakowski | 12 de julio de 2024       |
| 9            | 9            | «The Westminster Human Show» | Eddie Rosas  | Matthew Inman & Shane Kosakowski | 12 de julio de 2024       |

## Producción

### Desarrollo
En abril de 2022, se anunció que una serie de televisión animada en streaming fue ordenada oficialmente por primera vez por Netflix, con los creadores de la serie animada de Fox King of the Hill, Mike Judge y Greg Daniels, como productores ejecutivos, junto con Peter Chernin. Las mecánicas de juego adicionales y las cartas vinculadas al espectáculo se añadirán al juego móvil en una fecha posterior.

### Casting
Junto con el anuncio de la serie, Tom Ellis, Sasheer Zamata, Abraham Lim, Lucy Liu, Ally Maki, Betsy Sodaro, Tom Kenny, David Gborie y Mark Proksch fueron elegidos en el elenco. En mayo de 2024, Suzy Nakamura y Kenny Yates se unieron al elenco;pero dentro de los dos años del desarrollo del programa, Liu y Lim abandonó con el proyecto.

## Lanzamiento
Exploding Kittens tuvo su primera vista previa en el Festival Internacional de Cine de Animación de Annecy el 14 de junio de 2023.Originalmente planeado para el lanzamiento a finales de 2023,la serie se retrasó hasta 2024.La serie se estrenó el 12 de julio de 2024.

## Recepción
En el sitio web del agregador de reseñas Rotten Tomatoes, la serie tiene un índice de aprobación del 69% con una calificación promedio de 4,9/10, según 16 reseñas de críticos. El consenso de los críticos del sitio web dice: "Una batalla entre el cielo y el infierno traducida en una payasada chiflada, Exploding Kittens no dejará boquiabiertos a los espectadores, pero ofrece un divertido caos animado". En Metacritic, la serie tiene una puntuación de 54 sobre de 100, lo que indica "críticas mixtas o promedio" basadas en 9 reseñas de críticos.
Lucy Mangan, reseña para The Guardian, le dio a la serie una estrella, diciendo que estaba "hecha descuidadamente, exasperante y sin gracia" y criticando la mala trama. Isobel Lewis de The A.V. Club, le da a la serie una C-, diciendo que los chistes son "del tipo que provocan una pequeña sonrisa pero que rara vez hacen reír a alguien a carcajadas", aunque hay "pepitas de oro de la comedia"; ella critica la escritura como "mansa" y "carece de la valentía de otras series animadas".Chase Hutchinson, que escribe para IGN, calificó la serie con un 4/10 y dijo que a lo largo del programa "las premisas se extienden mucho más allá de su punto de ruptura, los chistes aterrizan con ruidos sordos aburridos y cada suspenso se siente como un intento forzado de lograr que los suscriptores de Netflix conserven la aplicación". abierto."
Robert Lloyd de Los Angeles Times señala que si bien la serie es una "lección... de que cualquier cosa puede equivaler a propiedad intelectual explotable", también es "cursi como... infierno, pero es maíz genuino".Angie Han en The Hollywood Reporter dijo que la trama del programa era "admirablemente estrafalaria" pero que la comedia "[tendía] a ser obvia"; concluye que "si buscas humor ligero, podrías hacerlo peor".